# Doodstraf in Zweden
De doodstraf was in Zweden tot ongeveer een eeuw geleden de zwaarste straf die een misdadiger kon krijgen. De laatste executie vond plaats in 1910. Op 30 juni 1921 werd de doodstraf afgeschaft voor misdaden in vredestijd. Op 1 januari 1973 werd de doodstraf onder alle omstandigheden, dus ook onder oorlogstijd, afgeschaft. De huidige grondwet van Zweden verbiedt expliciet de doodstraf, naast lijfstraffen en marteling.
Oorspronkelijk werd de doodstraf uitgevoerd door middel van onthoofding door middel van het zwaard (voor edelen) of onthoofding door middel van de bijl of ophanging voor het volk. Rond de 18e eeuw werd onthoofding door middel van de bijl de normale vorm van het voltrekken van de doodstraf, ongeacht de sociale stand van de veroordeelde. Alleen sommige misdrijven, zoals valsemunterij, werden nog met de dood door ophanging bestraft. Later werd onthoofding door de bijl de enige wijze waarop de doodstraf werd voltrokken. Vlak voor afschaffing van de doodstraf werd de guillotine ingevoerd, maar deze is slechts één keer gebruikt. 